# Премия «Эмми» за лучшую музыкальную композицию для документального телесериала или спецвыпуска
Это список победителей и номинантов на премию «Эмми» за лучшую музыкальную композицию для документального телесериала или спецвыпуска (англ. Primetime Emmy Award for Outstanding Music Composition for a Documentary Series or Special).
Эта категория была создана в 2019 году. Документальные программы ранее соревновались за прайм-таймовую премию «Эмми» за лучшую музыкальную композицию для мини-сериала, фильма или спецвыпуска.

## Победители и номинанты

### 2010е
| Год                             | Программа                       | Эпизод                           | Номинант(ы) | Сеть |
| ------------------------------- | ------------------------------- | -------------------------------- | ----------- | ---- |
| 2019 (71-я)                     |                                 |                                  |             |      |
| Фри-соло                        | Фри-соло                        | Марко Белтрами и Брэндон Робертс | Nat Geo     |      |
| Игра престолов. Последний дозор | Игра престолов. Последний дозор | Ханнал Пил                       | HBO         |      |
| Враждебная планета              | "Oceans"                        | Бенджамин Уоллфиш                | Nat Geo     |      |
| С любовью, Гилда                | С любовью, Гилда                | Мириам Катлер                    | CNN         |      |
| Наша планета                    | "One Planet"                    | Стивен Прайс                     | Netflix     |      |
| РБГ                             | РБГ                             | Мириам Катлер                    | CNN         |      |

### 2020е
| Год                                     | Программа                               | Эпизод                                   | Номинант(ы) | Сеть |
| --------------------------------------- | --------------------------------------- | ---------------------------------------- | ----------- | ---- |
| 2020 (72-я)                             |                                         |                                          |             |      |
| Почему мы ненавидим                     | "Tools & Tactics"                       | Лаура Карпман                            | Discovery   |      |
| Превращение                             | Превращение                             | Камаси Вашингтон                         | Netflix     |      |
| Дом                                     | "Maine"                                 | Аманда Джонс                             | Apple TV+   |      |
| МакМиллионы                             | "Episode 1"                             | Алекс Ковач и Пинар Топрак               | HBO         |      |
| Король тигров: Убийство, хаос и безумие | "Not Your Average Joe"                  | Джон Энрот, Альберт Фокс и Марк Мазерсбо | Netflix     |      |
| 2021 (73-я)                             |                                         |                                          |             |      |
| Дэвид Аттенборо: Жизнь на нашей планете | Дэвид Аттенборо: Жизнь на нашей планете | Стивен Прайс                             | Netflix     |      |
| Аллен против Фэрроу                     | "Episode 4"                             | Майкл Эбелс                              | HBO         |      |
| Американские мастера                    | "Amy Tan: Unintended Memoir"            | Кэтрин Бостич                            | PBS         |      |
| Социальная дилемма                      | Социальная дилемма                      | Марк Крофорд                             | Netflix     |      |
| Талса в огне: Расовая резня 1921 года   | Талса в огне: Расовая резня 1921 года   | Брэнфорд Марсалис                        | History     |      |
| 2022 (74-я)                             |                                         |                                          |             |      |
| Люси и Дези                             | Люси и Дези                             | Дэвид Шварц                              | Prime Video |      |
| 14 вершин: Нет ничего невозможного      | 14 вершин: Нет ничего невозможного      | Наинита Десай                            | Netflix     |      |
| Возвращение в космос                    | Возвращение в космос                    | Майкл Данна и Гарри Грегсон-Уильямс      | Netflix     |      |
| Меня зовут Мэджик Джонсон               | "Earvin"                                | Теренс Бланчард                          | Apple TV+   |      |
| Аферист из Tinder                       | Аферист из Tinder                       | Джессика Джонс                           | Netflix     |      |